# Justicia arborescens
Justicia arborescens là một loài thực vật có hoa trong họ Ô rô. Loài này được Durkee & McDade mô tả khoa học đầu tiên năm 1996.